# Seznam katastrálních území v okrese Strakonice
V této tabulce je uveden kompletní výčet katastrálních území Okresu Strakonice, včetně rozlohy a sídel, které na nich leží.
| Název KÚ                 | Sídla                                                  | Obec                     | km2   |
| ------------------------ | ------------------------------------------------------ | ------------------------ | ----- |
| A                        | A                                                      | A                        |       |
| Albrechtice              | Albrechtice                                            | Drahonice                | 2,48  |
| Bavorov                  | Bavorov                                                | Bavorov                  | 11,26 |
| Bělčice                  | Bělčice                                                | Bělčice                  | 10,96 |
| Bezdědovice              | Bezdědovice, Dobšice, Paštiky                          | Bezdědovice              | 5,82  |
| Bílsko u Vodňan          | Bílsko                                                 | Bílsko                   | 3,87  |
| Blanice                  | Blanice                                                | Bavorov                  | 1,82  |
| Blatenka                 | Blatenka                                               | Blatná                   | 2,73  |
| Blatná                   | Blatná, Řečice                                         | Blatná                   | 13,62 |
| Bratronice               | Bratronice, Katovsko                                   | Bratronice               | 4,71  |
| Brusy                    | Brusy                                                  | Přešťovice               | 2,87  |
| Březí u Blatné           | Březí                                                  | Březí                    | 5,61  |
| Budyně                   | Budyně                                                 | Budyně                   | 2,14  |
| Buzice                   | Buzice, Václavov                                       | Buzice                   | 8,4   |
| Cehnice                  | Cehnice                                                | Cehnice                  | 12,66 |
| Čavyně                   | Čavyně                                                 | Vodňany                  | 1,89  |
| Čečelovice               | Čečelovice                                             | Čečelovice               | 6,54  |
| Čejetice                 | Čejetice                                               | Čejetice                 | 6,15  |
| Čekanice                 | Čekanice                                               | Blatná                   | 5,71  |
| Čepřovice                | Čepřovice                                              | Čepřovice                | 5,43  |
| Černětice                | Černětice                                              | Volyně                   | 5,16  |
| Černěves u Libějovic     | Černěves                                               | Libějovice               | 4,69  |
| Černíkov u Strakonic     | Černíkov                                               | Droužetice               | 1,76  |
| Čestice                  | Čestice                                                | Čestice                  | 7,17  |
| Číčenice                 | Číčenice, Strpí, Újezdec                               | Číčenice                 | 11,97 |
| Čichtice                 | Čichtice                                               | Bavorov                  | 7,11  |
| Dobrš                    | Dobrš                                                  | Drážov                   | 2,4   |
| Dolní Poříčí             | Dolní Poříčí                                           | Horní Poříčí             | 3,11  |
| Domanice                 | Domanice                                               | Radomyšl                 | 2,45  |
| Doubravice u Strakonic   | Doubravice                                             | Doubravice               | 5,24  |
| Doubravice u Volyně      | Doubravice u Volyně                                    | Čestice                  | 2,13  |
| Drahenický Málkov        | Drahenický Málkov                                      | Blatná                   | 4,67  |
| Drahonice                | Drahonice                                              | Drahonice                | 10,24 |
| Drachkov u Strakonic     | Drachkov                                               | Drachkov                 | 3,39  |
| Dražejov u Strakonic     | Dražejov                                               | Strakonice               | 5,69  |
| Drážov                   | Drážov                                                 | Drážov                   | 2,98  |
| Droužetice               | Droužetice                                             | Droužetice               | 3,45  |
| Dřešín                   | Dřešín                                                 | Dřešín                   | 2,84  |
| Dřešínek                 | Dřešínek, Hořejšice                                    | Dřešín                   | 3,28  |
| Dunovice                 | Dunovice                                               | Cehnice                  | 2,03  |
| Hajany u Blatné          | Hajany                                                 | Hajany                   | 3,81  |
| Hájek u Bavorova         | Hájek                                                  | Hájek                    | 2,8   |
| Hajská                   | Hajská                                                 | Strakonice               | 1,86  |
| Hlupín                   | Hlupín                                                 | Hlupín                   | 4,74  |
| Hněvkov u Mačkova        | Hněvkov                                                | Blatná                   | 4,68  |
| Hodějov                  | Hodějov                                                | Hoslovice                | 3,73  |
| Holušice u Mužetic       | Holušice                                               | Sedlice                  | 5,68  |
| Horní Poříčí             | Horní Poříčí                                           | Horní Poříčí             | 3,94  |
| Hornosín                 | Hornosín                                               | Hornosín                 | 3,41  |
| Hoslovice                | Hoslovice                                              | Hoslovice                | 5,74  |
| Hostišovice              | Hostišovice                                            | Bělčice                  | 5,07  |
| Hoštice u Volyně         | Hoštice                                                | Hoštice                  | 3,92  |
| Hubenov u Třebohostic    | Hubenov                                                | Únice                    | 3,91  |
| Hvožďany u Vodňan        | Hvožďany                                               | Vodňany                  | 2,49  |
| Chelčice                 | Chelčice                                               | Chelčice                 | 4,82  |
| Chlum u Blatné           | Chlum                                                  | Chlum                    | 6,21  |
| Chobot                   | Chobot, Újezd u Skaličan                               | Chobot                   | 2,33  |
| Chrášťovice              | Chrášťovice                                            | Chrášťovice              | 8,29  |
| Chvalšovice              | Chvalšovice                                            | Dřešín                   | 2,8   |
| Jemnice u Oseka          | Jemnice                                                | Osek                     | 2,92  |
| Jetišov                  | Jetišov                                                | Nihošovice               | 2,28  |
| Jindřichovice u Blatenky | Jindřichovice                                          | Blatná                   | 3,22  |
| Jinín                    | Jinín                                                  | Jinín                    | 3,84  |
| Jiřetice u Čepřovic      | Jiřetice                                               | Čepřovice                | 1,94  |
| Kadov u Blatné           | Kadov                                                  | Kadov                    | 3,55  |
| Kakovice u Volyně        | Kakovice                                               | Předslavice              | 1,9   |
| Kalenice                 | Kalenice                                               | Kalenice                 | 4,13  |
| Kaletice                 | Radomyšl                                               | Radomyšl                 | 1,19  |
| Kapsova Lhota            | Kapsova Lhota                                          | Radošovice               | 1,58  |
| Katovice                 | Katovice                                               | Katovice                 | 9,58  |
| Kbelnice                 | Kbelnice                                               | Přešťovice               | 2,79  |
| Kladruby u Strakonic     | Kladruby                                               | Kladruby                 | 4,56  |
| Klínovice                | Klínovice                                              | Chrášťovice              | 2,42  |
| Kloub                    | Kloub                                                  | Pohorovice               | 2,68  |
| Kocelovice               | Kocelovice                                             | Kocelovice               | 9,33  |
| Koclov                   | Novosedly                                              | Novosedly                | 1,97  |
| Koječín u Čepřovic       | Koječín                                                | Čepřovice                | 2,85  |
| Kozlov nad Otavou        | Kozlov                                                 | Střelské Hoštice         | 6,04  |
| Kožlí u Myštic           | Kožlí, Svobodka                                        | Myštice                  | 4,1   |
| Krajníčko                | Krajníčko                                              | Krajníčko                | 7,52  |
| Kraselov                 | Kraselov, Lhota u Svaté Anny, Milčice                  | Kraselov                 | 6,79  |
| Krašlovice               | Krašlovice                                             | Krašlovice               | 3,32  |
| Krejnice                 | Krejnice                                               | Krejnice                 | 3,46  |
| Krty u Strakonic         | Krty-Hradec                                            | Krty-Hradec              | 4,95  |
| Krušlov                  | Krušlov                                                | Čestice                  | 2,71  |
| Křepice u Vodňan         | Křepice, Libějovické Svobodné Hory                     | Stožice                  | 3,99  |
| Křtětice                 | Křtětice                                               | Vodňany                  | 4,54  |
| Kuřimany                 | Kuřimany                                               | Kuřimany                 | 3,11  |
| Kváskovice               | Kváskovice                                             | Kváskovice               | 3,28  |
| Kváskovice u Drážova     | Kváskovice                                             | Drážov                   | 2,38  |
| Láz u Radomyšle          | Láz                                                    | Radomyšl                 | 5,6   |
| Lažánky                  | Lažánky                                                | Lažánky                  | 2,58  |
| Lažany u Doubravice      | Lažany                                                 | Lažany                   | 3,23  |
| Leskovice u Radomyšle    | Leskovice                                              | Radomyšl                 | 3,56  |
| Lhota pod Kůstrým        | Lhota pod Kůstrým                                      | Nová Ves                 | 1,72  |
| Libějovice               | Libějovice                                             | Libějovice               | 4,38  |
| Libětice                 | Libětice                                               | Libětice                 | 4,51  |
| Lidmovice                | Lidmovice                                              | Skočice                  | 3,28  |
| Litochovice u Volyně     | Litochovice                                            | Litochovice              | 3,9   |
| Lnáře                    | Lnáře                                                  | Lnáře                    | 9,75  |
| Lnářský Málkov           | Lnářský Málkov                                         | Kadov                    | 4,21  |
| Lom u Blatné             | Lom                                                    | Lom                      | 2,91  |
| Mačkov                   | Mačkov                                                 | Mačkov                   | 5,08  |
| Makarov                  | Makarov                                                | Pracejovice              | 3,55  |
| Malá Turná               | Malá Turná                                             | Osek                     | 3,33  |
| Malenice                 | Malenice, Straňovice, Zlešice                          | Malenice                 | 9,86  |
| Marčovice                | Marčovice                                              | Předslavice              | 2,07  |
| Mečichov                 | Mečichov                                               | Mečichov                 | 8,86  |
| Měkynec                  | Měkynec                                                | Měkynec                  | 3,49  |
| Metly                    | Metly                                                  | Předmíř                  | 3,16  |
| Milčice u Čekanic        | Milčice                                                | Blatná                   | 2,24  |
| Milejovice               | Milejovice                                             | Milejovice               | 6,23  |
| Milíkovice               | Jedraž, Milíkovice                                     | Radošovice               | 2,5   |
| Miloňovice               | Miloňovice, Nová Ves                                   | Miloňovice               | 3,76  |
| Míreč                    | Míreč                                                  | Lom                      | 2,79  |
| Mladějovice              | Mladějovice                                            | Čejetice                 | 7,32  |
| Mladotice u Kraselova    | Mladotice                                              | Kraselov                 | 1,23  |
| Mnichov                  | Mnichov                                                | Mnichov                  | 8,31  |
| Modlešovice              | Modlešovice                                            | Strakonice               | 5,33  |
| Mračov                   | Mračov                                                 | Kadov                    | 1,39  |
| Mutěnice u Strakonic     | Mutěnice                                               | Mutěnice                 | 2,28  |
| Mužetice                 | Důl, Mužetice                                          | Sedlice                  | 5,89  |
| Myštice                  | Myštice, Střížovice                                    | Myštice                  | 4,7   |
| Nahořany u Čkyně         | Nahořany                                               | Čestice                  | 3,75  |
| Nahošín                  | Nahošín                                                | Doubravice               | 2,21  |
| Nebřehovice              | Nebřehovice                                            | Nebřehovice              | 2,71  |
| Němčice u Sedlice        | Němčice                                                | Sedlice                  | 1,23  |
| Němčice u Volyně         | Němčice                                                | Němčice                  | 2,75  |
| Němětice                 | Němětice                                               | Němětice                 | 3,69  |
| Nestanice                | Nestanice                                              | Libějovice               | 4,33  |
| Netonice                 | Netonice                                               | Bílsko                   | 3,45  |
| Neuslužice               | Neuslužice                                             | Litochovice              | 2,54  |
| Nihošovice               | Nihošovice                                             | Nihošovice               | 6,65  |
| Nišovice                 | Nišovice                                               | Nišovice                 | 6,25  |
| Nová Ves u Strakonic     | Nová Ves                                               | Nová Ves                 | 2,43  |
| Nové Strakonice          | Strakonice II                                          | Strakonice               | 5,88  |
| Novosedly u Strakonic    | Novosedly                                              | Novosedly                | 5,39  |
| Nuzín                    | Nuzín                                                  | Čestice                  | 2,93  |
| Ohrazenice u Tažovic     | Ohrazenice                                             | Volenice                 | 1,49  |
| Osek u Radomyšle         | Osek                                                   | Osek                     | 3,17  |
| Pacelice                 | Pacelice                                               | Škvořetice               | 2,76  |
| Paračov                  | Paračov                                                | Paračov                  | 4,59  |
| Petrovice u Oseka        | Petrovice                                              | Osek                     | 1,97  |
| Pivkovice                | Chrást, Pivkovice                                      | Pivkovice                | 3,17  |
| Počátky u Volyně         | Doubravice u Volyně                                    | Čestice                  | 0,85  |
| Podolí u Strakonic       | Podolí                                                 | Radomyšl                 | 1,25  |
| Podruhlí                 | Podruhlí                                               | Bělčice                  | 1,19  |
| Pohorovice               | Pohorovice                                             | Pohorovice               | 2,51  |
| Pole                     | Pole                                                   | Kadov                    | 6,81  |
| Pracejovice              | Pracejovice                                            | Pracejovice              | 4,45  |
| Předmíř                  | Předmíř                                                | Předmíř                  | 3,84  |
| Přední Ptákovice         | Přední Ptákovice                                       | Strakonice               | 4,8   |
| Přední Zborovice         | Přední Zborovice                                       | Přední Zborovice         | 2,93  |
| Předslavice              | Předslavice                                            | Předslavice              | 2,99  |
| Přechovice               | Přechovice                                             | Přechovice               | 3,95  |
| Přešťovice               | Přešťovice                                             | Přešťovice               | 4,79  |
| Račí u Nišovic           | Račí                                                   | Volyně                   | 1,7   |
| Radčice u Vodňan         | Radčice                                                | Vodňany                  | 4,73  |
| Radějovice u Netonic     | Radějovice                                             | Radějovice               | 2,25  |
| Radešov u Čestic         | Radešov                                                | Čestice                  | 1,96  |
| Radkovice                | Radkovice                                              | Úlehle                   | 1,8   |
| Radomyšl                 | Radomyšl                                               | Radomyšl                 | 7,98  |
| Radošovice u Strakonic   | Radošovice                                             | Radošovice               | 4,24  |
| Rohozná u Rovné          | Rohozná                                                | Osek                     | 2,54  |
| Rojice                   | Rojice                                                 | Radomyšl                 | 3,17  |
| Rovná u Strakonic        | Rovná                                                  | Rovná                    | 4,34  |
| Řepice                   | Řepice                                                 | Řepice                   | 4,28  |
| Řiště                    | Řiště                                                  | Předmíř                  | 2,22  |
| Sedlice u Blatné         | Sedlice                                                | Sedlice                  | 17,72 |
| Sedlíkovice              | Sedlíkovice                                            | Čejetice                 | 2,7   |
| Sedliště u Mladějovic    | Sedliště                                               | Čejetice                 | 0,85  |
| Sedlo u Horažďovic       | Sedlo                                                  | Střelské Hoštice         | 3,58  |
| Skaličany                | Skaličany                                              | Blatná                   | 6,73  |
| Skály u Kváskovic        | Skály                                                  | Skály                    | 5,07  |
| Skočice                  | Skočice                                                | Skočice                  | 6,53  |
| Slaník                   | Slaník                                                 | Slaník                   | 2,97  |
| Sloučín                  | Novosedly                                              | Novosedly                | 1,08  |
| Smiradice                | Smiradice                                              | Sousedovice              | 1,18  |
| Sousedovice              | Sousedovice                                            | Sousedovice              | 2,9   |
| Starov                   | Starov                                                 | Volyně                   | 1,56  |
| Stožice                  | Stožice                                                | Stožice                  | 3,61  |
| Strakonice               | Strakonice I                                           | Strakonice               | 8,76  |
| Strašice v Pošumaví      | Strašice                                               | Strašice                 | 3,73  |
| Strunkovice nad Volyňkou | Strunkovice nad Volyňkou                               | Strunkovice nad Volyňkou | 3,79  |
| Střela                   | Střela, Virt                                           | Strakonice               | 2,35  |
| Střelské Hoštice         | Střelské Hoštice                                       | Střelské Hoštice         | 7,79  |
| Střelskohoštická Lhota   | Střelskohoštická Lhota                                 | Střelské Hoštice         | 3,42  |
| Střídka                  | Střídka                                                | Čestice                  | 1,7   |
| Střítež u Volyně         | Střítež                                                | Litochovice              | 4,52  |
| Sudkovice                | Sudkovice                                              | Miloňovice               | 2,53  |
| Sudoměř u Čejetic        | Sudoměř                                                | Čejetice                 | 4,03  |
| Svaryšov                 | Svaryšov                                               | Radošovice               | 1,88  |
| Svinětice                | Svinětice                                              | Bavorov                  | 7,87  |
| Škrobočov                | Škrobočov                                              | Hoslovice                | 1,31  |
| Škůdra                   | Škůdra                                                 | Strašice                 | 4,4   |
| Škvořetice               | Škvořetice                                             | Škvořetice               | 6,81  |
| Štěchovice               | Štěchovice                                             | Štěchovice               | 7,29  |
| Štěkeň                   | Štěkeň                                                 | Štěkeň                   | 9,08  |
| Švejcarova Lhota         | Švejcarova Lhota                                       | Úlehle                   | 2,34  |
| Tažovice                 | Tažovice, Tažovická Lhota                              | Volenice                 | 3,46  |
| Tchořovice               | Tchořovice                                             | Tchořovice               | 10,25 |
| Tisov                    | Tisov                                                  | Bělčice                  | 2,6   |
| Tourov                   | Tourov                                                 | Bavorov                  | 3,44  |
| Truskovice               | Dlouhá Ves, Truskovice                                 | Truskovice               | 6,22  |
| Třebohostice             | Třebohostice                                           | Třebohostice             | 5,52  |
| Třešovice                | Třešovice                                              | Třešovice                | 4,29  |
| Újezd u Vodňan           | Újezd                                                  | Vodňany                  | 5,08  |
| Újezdec u Bělčic         | Újezdec                                                | Bělčice                  | 5,42  |
| Úlehle                   | Úlehle                                                 | Úlehle                   | 2,43  |
| Úlehle u Předslavic      | Úlehle                                                 | Předslavice              | 2,51  |
| Únice                    | Únice                                                  | Únice                    | 1,67  |
| Útěšov                   | Útěšov                                                 | Bavorov                  | 3,88  |
| Uzenice                  | Uzenice                                                | Uzenice                  | 5,38  |
| Uzeničky                 | Černívsko, Uzeničky                                    | Uzeničky                 | 6,62  |
| Vacovice                 | Vacovice                                               | Vacovice                 | 2,6   |
| Vahlovice                | Laciná, Vahlovice                                      | Myštice                  | 4,19  |
| Velká Turná              | Velká Turná                                            | Velká Turná              | 7,53  |
| Víska u Strakonic        | Víska                                                  | Nová Ves                 | 4,37  |
| Vitice u Vodňan          | Vitice                                                 | Krašlovice               | 1,99  |
| Vítkov u Štěkně          | Nové Kestřany, Vítkov                                  | Štěkeň                   | 5,39  |
| Vodňany                  | Pražák, Vodňanské Svobodné Hory, Vodňany I, Vodňany II | Vodňany                  | 17,62 |
| Vojnice                  | Vojnice                                                | Volenice                 | 4,35  |
| Volenice                 | Volenice                                               | Volenice                 | 6,66  |
| Volyně                   | Volyně                                                 | Volyně                   | 8,29  |
| Vrbno                    | Vrbno                                                  | Kadov                    | 3,68  |
| Všechlapy u Volyně       | Všechlapy                                              | Předslavice              | 2,11  |
| Výšice                   | Výšice                                                 | Myštice                  | 3,02  |
| Záboří u Blatné          | Záboří                                                 | Záboří                   | 6,85  |
| Zadní Ptákovice          | Zadní Ptákovice                                        | Nebřehovice              | 2,48  |
| Zadní Zborovice          | Zadní Zborovice                                        | Třebohostice             | 4,23  |
| Zahorčice u Lnář         | Zahorčice                                              | Lnáře                    | 2,77  |
| Zahorčice u Volyně       | Zahorčice                                              | Zahorčice                | 3,63  |
| Záhrobí                  | Záhrobí                                                | Bělčice                  | 1,75  |
| Zálesí u Drážova         | Zálesí                                                 | Drážov                   | 4,54  |
| Záluží u Vodňan          | Záluží                                                 | Bílsko                   | 4,01  |
| Zámlyní                  | Zámlyní                                                | Předmíř                  | 1,55  |
| Závišín u Bělčic         | Závišín                                                | Bělčice                  | 7,34  |
| Zechovice                | Zechovice                                              | Volyně                   | 3,88  |
| Zorkovice                | Jinín                                                  | Jinín                    | 1,01  |
| Zvotoky                  | Zvotoky                                                | Zvotoky                  | 3,93  |

Celková výměra 1032,11 km2